# Cathy Moriarty
Cathy Moriarty (ur. 29 listopada 1960 w Nowym Jorku) – amerykańska aktorka.

## Filmografia
- Wściekły Byk w reż. Martina Scorsese (1980)
- Gliniarz w przedszkolu w reż. Ivana Reitmana (1990)
- Babka z zakalcem w reż. Michaela Hoffmana (1991)
- Królowie mambo w reż. Arne Glimcher (1992)
- Przedstawienie w reż. Joego Dante (1993)
- Kacper w reż. Brada Silberlinga (1995)
- Zapomnij o Paryżu w reż. Billy’ego Crystala (1995)
- Cop Land w reż. Jamesa Mangolda (1997)
- Wariatka z Alabamy w reż. Antonio Banderasa (1999)
- Gloria w reż. Sidney Lumeta (1999)
- Cheerleaderka w reż. Jamie Babbita (1999)
- Nawrót depresji gangstera w reż. Harolda Ramisa (2002)